# 로바니온
로바니온(Rhovanion)은 J.R.R. 톨킨의 가운데땅에 등장하는 지역이다. 가운데땅안의 모르도르의 위쪽에 위치해 있다.

## 역사
언제부터 사람이 살았는지는 알려지지 않았지만, 곤도르의 역사에 따르면 이곳에는 하도르 가문의 후예들이 모여살았다. 그들은 에레보르의 남부부터 달리는 강을 따라 숲의 서쪽에서부터 번성하였다.